# Theix-Noyalo
Theix-Noyalo is een gemeente in het Franse departement Morbihan (regio Bretagne). De plaats maakt deel uit van het arrondissement Vannes. De gemeente telde 8.476 inwoners op 1 januari 2022.

## Ontstaan
Theix-Noyalo is op 1 januari 2016 ontstaan door de fusie van de gemeenten Noyalo en Theix. Theix werd de hoofdplaats van de gemeente en kreeg Noyalo de status van commune déléguée. Deze status werd in 2024 per gemeenteraadsbesluit afgeschaft.

## Geografie
De oppervlakte van Theix-Noyalo bedroeg op 1 januari 2022 52,06 vierkante kilometer; de bevolkingsdichtheid was toen 162,8 inwoners per km².

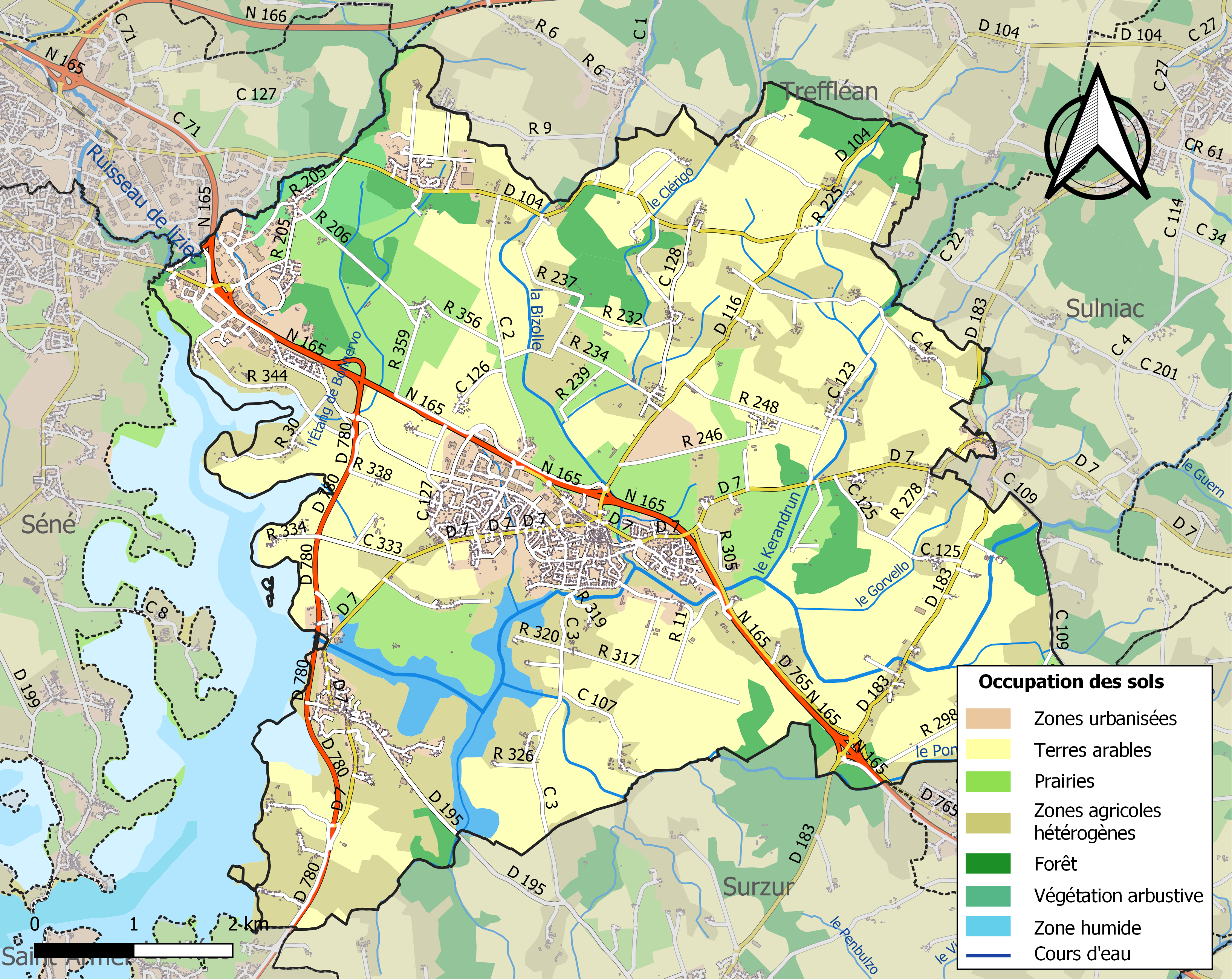
Kaart van de gemeente met de belangrijkste infrastructuur, bodemgebruik en omliggende gemeenten